# 768
768 (DCCLXVIII) je bilo prestopno leto, ki se je po julijanskem koledarju začelo na petek.

## Smrti
- 14. januar - Fruela I. Asturski (* okoli 722)
- Pipin Mali, frankovski kralj (*714)